# یانا بریخووا
یانا بریخووا (به چکی: Jana Brejchová) (زاده ۲۰ ژانویه ۱۹۴۰) بازیگر اهل جمهوری چک است.
از فیلم‌های معروف او می‌توان به بازی در شلیک در میزان سه‌چهارم، اگر یک‌هزار کلارینت و دیو و دلبر و مرد جوان و موبی دیک اشاره کرد.